# Colossendeis tortipalpis
Colossendeis tortipalpis är en havsspindelart som beskrevs av Gordon, I. 1932. Colossendeis tortipalpis ingår i släktet Colossendeis och familjen Colossendeidae. Inga underarter finns listade i Catalogue of Life.